# Negativ faderskapstalan
Negativ faderskapstalan innebär en talan vid domstol med yrkande att käranden inte ska vara far till ett barn. Beteckningen är densamma om det är barnet som väcker talan mot sin far.
I de flesta länder gäller nämligen att om ett barn föds i ett äktenskap eller inom viss tid efter äktenskapets upplösning, antas (presumeras) moderns make vara far till barnet. Pater est quem nuptiae demonstrant ("fadern är den som äktenskapet utvisar") är en av de lagregler vi vet tillämpades redan på romartiden. Detta kommer i svensk rätt till uttryck i 1 kap. 1 § föräldrabalken.
Ett säreget fall av negativ faderskapstalan avgjordes av Högsta domstolen år 2007. Den omfattade också något så ovanligt som en negativ moderskapstalan, vilket normalt avgörs genom maximet Mater est qui ventrum habet ("modern är den som har livmodern"). Detta i strid med faderskap, som bygger på genetiskt släktskap. För sådana fall, t. ex. om födseln är oklar, att genetiskt släktskap anses avgöra kan samma prövning göras analogiskt enligt Föräldrabalken. I exempelvis ett surrogatmödrafall, där "födslomodern" är känd, skulle denne dock anses som juridisk moder över den biologiska modern. 
Om fadern avlidit kan talan föras av hans maka och arvsberättigade arvingar till barnet.

## Fotnoter
1. ↑  1 kap. 1 § Föräldrabalken (1949:381)
2. ↑  NJA 2007 s. 684
3. ↑  3 kap. 1 § Föräldrabalken (1949:381)